# İsmail Hakkı Bey
İsmail Hakkı Bey, známý též jako Muallim İsmail Hakkı Bey nebo İsmail Hakkı Aksoy (1865, Balat, Kostantiniyye – 30. prosince 1927, Bebek, Istanbul) byl turecký hudební skladatel a pedagog.

## Život
Narodil se v roce 1865 v istanbulské čtvrti Balat do rodiny úředníka Reşida Efendiho. Od mládí se věnoval hudbě. Již v mladistvém věku zpíval v istanbulských mešitách a recitoval pro muzezzina v mešitě paláce sultána. a poté se stal členem vojenské kapely Osmanské armády. V letech 1902 až 1905 působil jako učitel hudby na škole Darülirfan, poté pracoval na ministerstvu financí Osmanské říše. Po Mladoturecké revoluci v roce 1908 založil Osmanskou hudební asociaci, kterou poté opustil. V březnu 1909 založil další hudební společnost Osman. Díky jeho odporu k mladoturkům ho Enver Paša vyřadil z vedení v armádě. Jako multižánrový skladatel tradiční turecké hudby složil kolem 2000 hudebních děl. Jeho nejznámější skladbou je píseň „Fikrimin İnce Gülü“.
İsmail Hakkı Bey jako pedagog učil řadu tureckých hudebních skladatelů jako byli İzzettin Hümayni, Hayri Yenigün, Ali Rıza Şengel nebo Nuri Halil Poyraz. Zemřel 30. prosince 1927 v Istanbulu a byl pohřben na hřbitově Eğrikapı.